# Semanas Musicales de Frutillar
Las Semanas Musicales de Frutillar es un festival de música docta que se realiza desde 1968 en la ciudad balneario chilena de Frutillar, en la Región de Los Lagos.

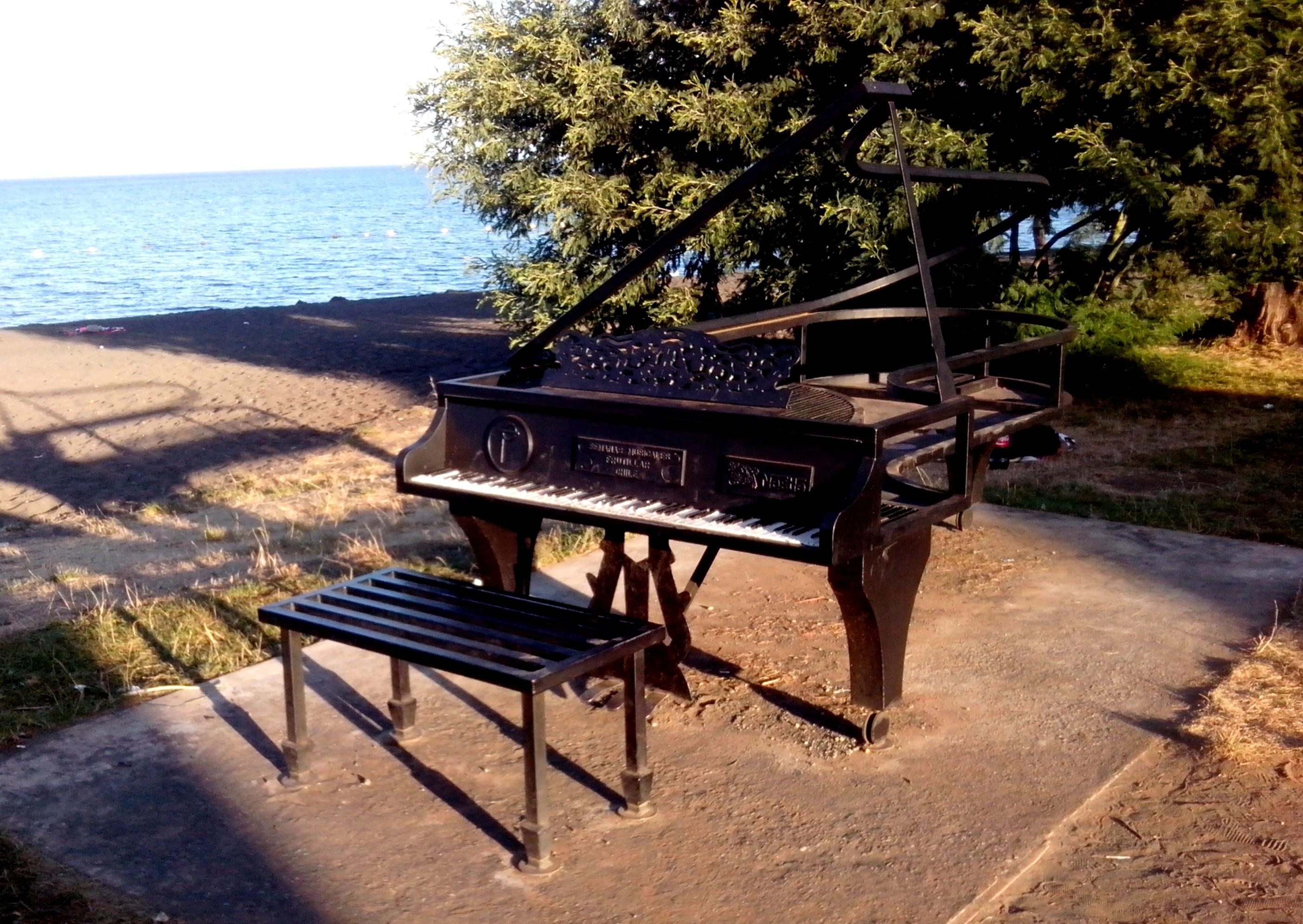
Escultura Piano de Frutillar.

El festival tiene lugar entre el 27 de enero y el 5 de febrero, cuando se presentan agrupaciones artísticas y del extranjero que ofrecen, cada año, alrededor de treinta o cuarenta conciertos.
Tradicionalmente, el evento es inaugurado con un concierto de la Banda Sinfónica de la Fuerza Aérea de Chile. Otra agrupación estable de su parrilla programática es la Orquesta Sinfónica de Chile, acompañada del Coro Sinfónico Universidad de Chile.
Es este encuentro el que inspiró la construcción del Teatro del Lago, que abrió sus puertas en noviembre de 2010 y que ha sido la sede oficial de evento desde 2011.
A este festival de música clásica han asistido famosos artistas de Chile y del extranjero, tales como: Mahani Teave, Markus Stockhausen, Catalina Bertucci, Michal Nesterowicz, Armands Abols, Ishay Shaer, Piotr Oczkowski, Jaroslav Sveceny, Igor Pykaysen y Aleksandra Swigut, entre otros.